# Episodi di SpongeBob (prima stagione)
La prima stagione di SpongeBob è stata trasmessa in America dal 1º maggio 1999 al 3 marzo 2001, consiste in 20 episodi a loro volta suddivisi in due (tre per la prima puntata) episodi ciascuno dalla durata di 10 minuti. In Italia il cartone venne trasmesso in prima visione assoluta su Italia 1 dal 30 agosto 2004 al 22 ottobre 2004.
| nº | Titolo originale                | Titolo italiano                       | Prima TV USA      | Prima TV Italia   |
| -- | ------------------------------- | ------------------------------------- | ----------------- | ----------------- |
| 1  | Help Wanted                     | Cercasi aiuto                         | 1º maggio 1999    | 30 agosto 2004    |
| 1  | Reef Blower                     | L’aspira reef                         | 1º maggio 1999    | 30 agosto 2004    |
| 1  | Tea at the Treedome             | Tè sotto l'albero                     | 1º maggio 1999    | 31 agosto 2004    |
| 2  | Bubblestand                     | Bolle di sapone                       | 17 luglio 1999    | 1º settembre 2004 |
| 2  | Ripped Pants                    | Pantaloni strappati                   | 17 luglio 1999    | 2 settembre 2004  |
| 3  | Jellyfishing                    | A caccia di meduse                    | 31 luglio 1999    | 3 settembre 2004  |
| 3  | Plankton                        | Plankton                              | 31 luglio 1999    | 6 settembre 2004  |
| 4  | Naughty Nautical Neighbors      | Un vicino conteso                     | 7 agosto 1999     | 7 settembre 2004  |
| 4  | Boating School                  | L'esame di guida                      | 7 agosto 1999     | 8 settembre 2004  |
| 5  | Pizza Delivery                  | Consegna a domicilio                  | 14 agosto 1999    | 9 settembre 2004  |
| 5  | Home Sweet Pineapple            | Casa dolce ananas                     | 14 agosto 1999    | 10 settembre 2004 |
| 6  | Mermaid Man and Barnacle Boy    | Il ritorno dei supereroi              | 21 agosto 1999    | 13 settembre 2004 |
| 6  | Pickles                         | Tutta colpa dei sottaceti             | 21 agosto 1999    | 14 settembre 2004 |
| 7  | Hall Monitor                    | Il guardiano della scuola             | 28 agosto 1999    | 15 settembre 2004 |
| 7  | Jellyfish Jam                   | Meduse scatenate!                     | 28 agosto 1999    | 16 settembre 2004 |
| 8  | Sandy's Rocket                  | A caccia di alieni                    | 17 settembre 1999 | 17 settembre 2004 |
| 8  | Squeaky Boots                   | Stivali sguish-sguish                 | 17 settembre 1999 | 20 settembre 2004 |
| 9  | Nature Pants                    | Ritorno alla natura!                  | 11 settembre 1999 | 21 settembre 2004 |
| 9  | Opposite Day                    | Un giorno al contrario                | 11 settembre 1999 | 22 settembre 2004 |
| 10 | Culture Shock                   | Un vero talento                       | 18 settembre 1999 | 23 settembre 2004 |
| 10 | F.U.N.                          | Un plancton per amico                 | 18 settembre 1999 | 24 settembre 2004 |
| 11 | MuscleBob BuffPants             | Mister muscoli                        | 2 ottobre 1999    | 27 settembre 2004 |
| 11 | Squidward the Unfriendly Ghost  | Il fantasma del vicino                | 2 ottobre 1999    | 28 settembre 2004 |
| 12 | The Chaperone                   | Un cavaliere speciale                 | 8 marzo 2000      | 29 settembre 2004 |
| 12 | Employee of the Month           | L'impiegato del mese!                 | 8 marzo 2000      | 30 settembre 2004 |
| 13 | Scaredy Pants                   | La spugna del terrore                 | 28 ottobre 1999   | 1º ottobre 2004   |
| 13 | I Was a Teenage Gary            | Una tata per Gary                     | 28 ottobre 1999   | 4 ottobre 2004    |
| 14 | SB-129                          | Un salto nel tempo                    | 31 dicembre 1999  | 5 ottobre 2004    |
| 14 | Karate Choppers                 | Il karate... che passione!            | 31 dicembre 1999  | 6 ottobre 2004    |
| 15 | Sleepy Time                     | Un giro nei sogni                     | 17 gennaio 2000   | 7 ottobre 2004    |
| 15 | Suds                            | L'attacco di schiuma                  | 17 gennaio 2000   | 8 ottobre 2004    |
| 16 | Valentine's Day                 | San Valentino                         | 14 febbraio 2000  | 11 ottobre 2004   |
| 16 | The Paper                       | Il foglio di carta                    | 14 febbraio 2000  | 12 ottobre 2004   |
| 17 | Arrgh!                          | Il tesoro dei pirati                  | 15 marzo 2000     | 13 ottobre 2004   |
| 17 | Rock Bottom                     | Rock Bottom                           | 15 marzo 2000     | 14 ottobre 2004   |
| 18 | Texas                           | Nostalgia del Texas                   | 22 marzo 2000     | 15 ottobre 2004   |
| 18 | Walking Small                   | Le lezioni di Plankton                | 22 marzo 2000     | 18 ottobre 2004   |
| 19 | Fools in April                  | Pesce d'aprile                        | 1º aprile 2000    | 19 ottobre 2004   |
| 19 | Neptune's Spatula               | La spatola nel grasso                 | 1º aprile 2000    | 20 ottobre 2004   |
| 20 | Hooky                           | Gli ami da pesca                      | 23 febbraio 2001  | 21 ottobre 2004   |
| 20 | Mermaid Man and Barnacle Boy II | Le avventure di Waterman & Supervista | 3 marzo 2001      | 22 ottobre 2004   |

## Cercasi aiuto
SpongeBob è una spugna marina che abita con la sua chiocciola di mare Gary in un ananas situato nella città sottomarina di Bikini Bottom nell'Oceano Pacifico. Un giorno si alza presto dal suo letto e, salutando Gary e la stella marina Patrick Stella, il suo migliore amico, si reca ad esprimere il desiderio più bello della sua vita: farsi assumere come cuoco al Krusty Krab, il ristorante più famoso degli oceani, dove vengono cucinati i panini con hamburger più buoni al mondo, i Krabby Patty. Sfortunatamente, a sua insaputa, il polpo Squiddi Tentacolo e il granchio venale Mr. Krab, proprietario del fast food, credono che SpongeBob non sia affatto esperto e lo mandano a comprare una spatola a due lastre per poi distruggere il suo sogno. Dovranno però rinsavire quando un gruppo di acciughe affamate arriva per mangiare e, sapendo che il cuoco non c'è, inizia a distruggere tutto il ristorante. In quel momento giunge subito SpongeBob che, vedendo la scena, salva il Krusty Krab preparando i Krabby Patty più gustosi che siano stati mai cucinati; così, malgrado il parere contrario di Squiddi, Mr. Krab lo assume. Alla fine Patrick chiede a SpongeBob di fargli un Krabby Patty, ma SpongeBob ne prepara così tanti da farlo uscire dal ristorante.

## L'aspira reef
Squiddi trova una conchiglia vicino a casa sua e decide di metterla davanti all'abitazione di SpongeBob. Egli tenta allora di disfarsene con un aspira reef, disturbando Squiddi. Infatti, finisce per risucchiare tutto l'oceano, facendo esplodere l'aspira reef. Alla fine dopo il disastro, La casa del polpo viene tutta coperta di sabbia, tranne la casa di Spongebob.

## Tè sotto l'albero
SpongeBob cerca di catturare una medusa, ma improvvisamente la sua vista ricade su uno scoiattolo femmina di nome Sandy Cheeks venuto dalla superficie che è alle prese con un'ostrica gigante, così decide di salvarla. La spugna, dopo aver salvato Sandy, fa conoscenza con lei imparando anche l'arte del karate. Più tardi, SpongeBob si rende conto che Sandy indossa una tuta subacquea in grado di farle respirare l'aria e subito i due organizzano un appuntamento nella cupola abitata da Sandy per prendere il tè. SpongeBob non riconosce comunque cos'è l'aria e inizia a confondersi, ma Patrick gli consiglia di alzare sempre il mignolo per fare una bella figura. Sfortunatamente SpongeBob si renderà conto che la cupola di Sandy è piena d'aria e, poiché le creature marine muoiono senz'acqua, decide di scappare dalla cupola. Patrick, il quale ha assistito alla scena, cerca di convincere SpongeBob che è dopotutto una cosa ingrata allontanarsi da un'amica, ma, quando entra nella cupola e sente l'aria dappertutto, decide di scappare via con SpongeBob, ma la porta si è purtroppo chiusa a chiave. Alla fine sarà fortunatamente Sandy a salvare la vita a SpongeBob e Patrick, dando a entrambi un casco pieno d'acqua da utilizzare in casa sua. Da quel momento, inizia l'amicizia dei tre.

## Bolle di sapone
SpongeBob crea un bancone in cui si pagano 25 centesimi per fare delle bolle di sapone e per eseguirle alla perfezione bisogna usare una tecnica da lui inventata. Patrick approva moltissimo la sua idea, ma Squiddi esprime il suo interesse solo nel suonare il suo clarinetto e vuole essere lasciato in pace. Subito dopo però vuole avere un insegnamento su come si fanno le bolle, ma non riesce a crearle in modo corretto, poiché non utilizza la tecnica usata da SpongeBob che con Patrick cerca di fargliela ricordare. Alla fine Squiddi ne fa uso creando un'enorme bolla di sapone e felice rientra in casa a suonare il clarinetto, ma non si accorge che la bolla ha racchiuso in essa la sua dimora per poi scoppiare e farla cadere al suolo. SpongeBob e Patrick scappano nelle proprie case facendo finta che non fosse successo niente.

## Pantaloni strappati
In spiaggia, SpongeBob fa divertire Sandy quando all'improvviso Larry l'Aragosta, un atletico crostaceo, invita i due a un torneo di sollevamento pesi. SpongeBob, cercando di far colpo su Sandy, prova a sollevare un peso, ma si strappa i pantaloni. Tutti ridono e SpongeBob in un primo momento si imbarazza, ma poi capisce che tutti hanno creduto che fosse stato uno scherzo e quindi ritira fuori sempre lo stesso tormentone. Esagera e finge di annegare per ritirare la stessa battuta, non facendo ridere nessuno. SpongeBob si ritrova da solo e incontra altri ragazzi finiti come lui. Essi chiedono cosa sia successo a SpongeBob e questi intona una canzone per spiegarglielo. La canzone fa capire ai bagnanti i suoi sentimenti e lo perdonano.

## A caccia di meduse
SpongeBob e Patrick si accingono ad andare a caccia di meduse e invitano anche Squiddi, il quale, molto sgarbatamente, li deride e se ne va via con il suo tandem, ma una medusa lo fa inciampare giù da un precipizio. SpongeBob e Patrick, saputo dell'infortunio del polpo, gli preparano delle "sorprese" nel tentativo farlo stare meglio e infine lo portano al campo delle meduse per una battuta di caccia. Squiddi, acciaccato, all'inizio è riluttante, ma, dopo aver catturato una medusa, si lascia prendere la mano e si ritrova a dover fare i conti con una gigantesca medusa infuriata che alla fine lo punge. Arrivato a casa, Squiddi, infuriato, libera la medusa perché punga i due malcapitati SpongeBob e Patrick. Alla fine, la medusa gigante di prima punge di nuovo Squiddi.

## Plankton!
Plankton, nemico giurato di Mr. Krab, cerca senza successo di guadagnarsi l'amicizia di SpongeBob per rubare la formula segreta del Krabby Patty. Quella stessa notte, per vendicarsi di SpongeBob, Plankton decide di prendere il controllo del suo organismo e quindi del suo cervello, per fargli rubare un Krabby Patty ed analizzarlo in laboratorio. Dopo aver rubato il panino, SpongeBob decide di ingannare Plankton, facendogli venire voglia di mangiare il Krabby Patty, rinunciando al suo cervello. Alla fine Plankton cade accidentalmente all'interno del computer e SpongeBob può riprendersi il panino per riportarlo indietro.

## Un vicino conteso
SpongeBob e Patrick giocano a mandarsi messaggi tramite bolle di sapone. Squiddi, intento a mangiare un soufflé, è infastidito dalla cosa, quindi decide di intromettersi nel gioco offendendo i due e facendoli litigare. Tuttavia Squiddi si strozza con la forchetta e Patrick lo salva, fissandosi di diventare amico del calamaro. SpongeBob e Patrick competono per le amicizie di Squiddi, facendolo diventare matto. Il polpo, per porre fine all'incubo, decide di riunire i due offrendo loro della soda. Ridendo e distruggendo la casa di Squiddi con le bolle di soda, i due tornano amici. Squiddi li scaccia via di casa e, a conclusione dell'episodio, gli piomba addosso tutto ciò che gli è rimasto di casa sua: la porta.

## L'esame di guida
SpongeBob non riesce per l'ennesima volta a prendere la patente ferendo gravemente la sua professoressa, la signora Puff. Decide così di farsi aiutare da Patrick, che gli dirà cosa deve fare tramite una radio trasmittente piazzata sulla sua testa, ma SpongeBob inizia poi a sentirsi in colpa di aver imbrogliato e inizierà a guidare male per la disperazione, mandando la signora Puff in ospedale. A fine episodio, SpongeBob decide di andare a trovare l'infortunata insegnante all'ospedale.

## Consegna a domicilio
Mr. Krab commissiona la consegna di una pizza a domicilio a SpongeBob e Squiddi. Durante il viaggio, i due trovano numerose insidie, ma riescono comunque ad arrivare a destinazione. SpongeBob consegna la pizza al cliente, il quale lo sgrida severamente per aver dimenticato la bibita accompagnatoria, non prevista dall'ordine. SpongeBob si mette a piangere, e Squiddi sbatte la pizza in faccia al cliente come punizione per come ha trattato la povera spugna. I due ritornano quindi al Krusty Krab.

## Casa dolce ananas
La casa di SpongeBob viene divorata dai nematodi. La spugna è perciò costretta a trasferirsi, tra i dolori di Patrick e le gioie di Squiddi. SpongeBob e Patrick provano a ricostruire casa, ma senza successo. SpongeBob viene allora a dormire sotto la roccia di Patrick, ma se la vede con gli incubi notturni dell'amico. Prova quindi a dormire da Squiddi, ma egli lo scaccia. Proprio quando sembra che l'unica cosa da fare sia tornare dai genitori, SpongeBob piange sul semino dell'ananas, che germoglia e ricresce sopra Squiddi, ridando a SpongeBob la sua casa.

## Il ritorno dei supereroi
SpongeBob e Patrick ammirano due supereroi, Waterman & Supervista, e giocano spesso a imitarli. Tuttavia scoprono che i due supereroi sono ormai pensionati, e così attuano varie strategie per farli tornare in azione, facendoli quasi litigare e facendosi scacciare via. Ma alla fine Waterman & Supervista torneranno in azione.

## Tutta colpa dei sottaceti
Al Krusty Krab arriva Pesce Citrullo (Bubble Bass in originale), un pesce grassoccio e occhialuto, che sfida SpongeBob a preparargli un Krabby Patty perfetto. Quando gli viene servito l'ordine, Pesce Citrullo lo accusa di aver dimenticato i sottaceti. La spugna, in preda alla tensione, si abbatte ed entra in crisi, non riuscendo più a preparare neanche un Krabby Patty. Mr. Krab gli suggerisce di andare a casa, nominando Squiddi sostituto di SpongeBob. Il polpo, non sapendo la ricetta dei Krabby Patty, li cucina male, costringendo Mr. Krab a convincere SpongeBob a tornare per affrontare un'altra volta Pesce Citrullo. Proprio quando sembra che non ci siano nemmeno stavolta i sottaceti, il pesce se la sghignazza sornione rivelando in questo modo di aver nascosto sotto la lingua i sottaceti fin dall'inizio. Dunque Pesce Citrullo se la svigna sconfitto.
- Nota: a causa di un errore di adattamento italiano di una frase detta da SpongeBob, viene fatto intendere all'inizio dell'episodio doppiato in italiano che i Krabby Patty sono hamburger di carne direttamente da mucche da allevamento, ma i Krabby Patty sono sempre stati concepiti come un prodotto non di origine animale.[9]

## Il guardiano della scuola
La signora Puff incarica, sebbene malvolentieri, SpongeBob come "guardiano della scuola". La spugna però finirà per combinare un guaio dietro l'altro. A lui si unisce anche Patrick, e i due cercano un "maniaco" che imperversa in città. Dopo molti giri a vuoto SpongeBob scopre con grande sgomento di essere lui il maniaco. Alcuni poliziotti e la signora Puff arrivano sul posto, e l'insegnante si prende la responsabilità dell'accaduto, venendo messa dietro le sbarre.

## Meduse scatenate!
SpongeBob addomestica una medusa e la porta a casa, dove cominciano a fare festa con musica ad alto volume ai danni del povero Squiddi. Mentre SpongeBob dorme, la medusa ne invita altre e per SpongeBob saranno guai, almeno finché Gary non le incanta suonando una musica battendo le antenne. Viene rivelato nel finale che Squiddi si sta facendo un bagno per alleviare il bruciore delle punture di medusa.

## A caccia di alieni
Sandy sta per partire con il suo space shuttle. SpongeBob guarda il razzo incuriosito e chiede a Sandy se può venire con lei; dopo varie insistenze, Sandy accetta. Quella notte Patrick convince SpongeBob a dare un'occhiata al razzo, finendo per rubarlo. Credono di essere atterrati sulla Luna, conseguentemente catturano tutti i loro amici credendo siano alieni in incognito. Dopo che Patrick si è catturato da solo, SpongeBob decolla sulla Luna con il razzo e apprende solo lì la verità.

## Stivali sguish-sguish
Per il compleanno di Perla, una balena figlia adottiva di Mr. Krab, il padre le regala un paio di stivali da marinaio appartenuti al più grande "specialista in patatine fritte". Ma alla giovane non piacciono e Krab rifila allora gli stivali, che producono un fastidioso e stridente scricchiolio, a SpongeBob. Mr. Krab quella notte sogna di contare i soldi, ma una finestra scricchiolante non lo fa dormire. La mattina dopo si accorge che gli stivali che ha dato a SpongeBob producono lo stesso scricchiolio e, non potendone più sopportare il rumore, Mr. Krab decide, quella stessa notte, di rubarli a SpongeBob mentre dorme e di seppellirli sotto le assi del pavimento del Krusty Krab. La mattina dopo SpongeBob è triste senza gli stivali, e Krab, che comincia a sentirsi in colpa, impazzisce e inizia a sentire lo scricchiolio dappertutto. Dopo aver ammesso di aver sotterrato gli stivali sotto il pavimento del ristorante, li dissotterra, li frigge nell'olio bollente della cucina e se li mangia. Spiega poi a SpongeBob, stupito dalle azioni del suo capo, che non ha bisogno di un paio di stivali per essere il grande cuoco che è, retribuendolo subito dopo a dovere e concedendogli quasi un extra. Alla fine Perla e Mr. Krab fanno una vacanza in camper e il granchio compra le scarpe preferite della figlia, ma a un tratto gli viene un singhiozzo che emette lo stesso scricchiolio degli stivali.

## Ritorno alla natura
SpongeBob decide di andare a vivere nella natura selvaggia abbandonando la sua pacifica vita metropolitana. I suoi amici cercano di farlo desistere da tale proposito, ma la spugna è irremovibile dalla sua decisione di vivere con le meduse. Dovrà però vedersela con Patrick, che, depresso all'idea di vivere senza il suo migliore amico, vuole catturarlo come una medusa perché resti sempre con lui. Alla fine Patrick si arrende e se ne va via piangendo sconsolato. SpongeBob avrà una vitaccia nella natura selvaggia, e finalmente rimpiange la sua folle decisione. Torna a casa, e scopre che i suoi amici gli hanno preparato una festa di bentornato, e SpongeBob capisce che la sua casa è quella.

## Un giorno al contrario
Stufo dei disturbi di SpongeBob e Patrick, Squiddi decide di traslocare, ma, quando chiama ad un'assistenza specializzata nel vendere case abbandonate dai traslocatori, scopre che la vendita non può essere effettuata se vive accanto a vicini fastidiosi. Così egli decide di distrarre SpongeBob e Patrick con una festa da lui inventata chiamata "il giorno dell'opposto" e addirittura inizia a ricostruire la casa di SpongeBob distrutta dai due. Proprio in quel momento SpongeBob e Patrick decidono di rendere divertente la festa inventata facendo finta di essere Squiddi ed entrando in casa sua, quando improvvisamente arriva l'impiegata dell'assistenza dei traslochi che, credendo che SpongeBob e Patrick fossero due Squiddi, inizia ad essere confusa. In quel momento arriva il vero Squiddi che cerca di fermare i due, ma l'impiegata, non appena questo si presenta a lei, inizia a perdere la pazienza e se ne va dicendo a Squiddi che la sua casa non potrà mai essere venduta. Ovviamente questo creerà la furia del polpo che cerca di investire SpongeBob e Patrick con una ruspa per vendicarsi.

## Un vero talento
Da molti giorni il Krusty Krab è a corto di clientela. Squiddi, per attirare più clienti, suggerisce di allestire un talent show serale. SpongeBob chiede di poter partecipare, ma il polpo non vuole; dopo aver provato vari stratagemmi per ottenere la parte, SpongeBob ne ottiene una degradante: ripulire il palco a fine spettacolo. Squiddi spera di brillare con la sua performance, ma lui riceverà solo fischi; sarà ironicamente SpongeBob, col suo numero, a diventare la star del momento.

## Un plancton per amico
Plankton prova a rubare un Krabby Patty al Krusty Krab, ma SpongeBob glielo impedisce. Plankton ci rimane male e SpongeBob, dispiaciuto, cerca di fare amicizia con lui andando a caccia di meduse e cantando insieme. Plankton sembra cambiato, ma Mr. Krab non si fida. Alla fine, mentre sono al cinema, SpongeBob si rende conto che Plankton lo ha solo utilizzato per ottenere un Krabby Patty, ma Mr. Krab riesce per tempo ad impedire che Plankton prenda il panino. Alla fine Plankton viene inseguito da Pesce Citrullo, che lo ha scambiato per una caramella gommosa.

## Mister muscoli
SpongeBob desidera diventare muscoloso, ma non riesce a reggere l'allenamento intensivo propostogli ad hoc da Sandy. Quando alla televisione ascolta una televendita che annuncia l'arrivo di strani muscoli gonfiabili, SpongeBob li compra e con quelli fa colpo sui suoi amici. I guai cominciano quando Sandy iscrive SpongeBob a una gara di sollevamento pesi. SpongeBob capisce che non potrà vincere con i suoi muscoli fasulli, che infatti gli esploderanno in faccia al primo tentativo, rivelando il suo inganno. A fine puntata SpongeBob è impegnato con un allenamento a casa di Sandy per fare zapping col telecomando sulla sua TV.

## Il fantasma del vicino
SpongeBob e Patrick giocano assieme disturbando Squiddi, che nel frattempo si accinge a farsi una doccia. Tirando il frisbee un po' lontano, SpongeBob e Patrick colpiscono la statua di cera di Squiddi e credono di aver assassinato quello vero, che in quel momento, uscito dalla doccia coperto di talco, viene scambiato per un fantasma dai due. Squiddi ne approfitta per impartire ordini ai due amici, ma il suo karma non si attarderà ad arrivare: SpongeBob e Patrick continueranno a chiamarlo "sua spettrità" e a far di tutto affinché lo "spirito" riposi in pace. Lo faranno impazzire al punto che confessa la sua messinscena. L'episodio termina con SpongeBob e Patrick che, inglobando Squiddi con una bolla di sapone gigantesca, lo fanno volare in alto in mezzo a uno stormo di gabbiani affamati.

## Un cavaliere speciale
Perla è disperata perché non ha un accompagnatore per il ballo di fine anno. L'unico disponibile è SpongeBob, che quella sera diventerà il ragazzo ideale della giovane: alto, abbronzato e attraente. A tale scopo la spugna utilizza delle instabili gambe artificiali con le quali non combina altro che disastri, mettendo in imbarazzo Perla che lo incolpa di averle rovinato la serata del ballo, e la spugna scoppia in lacrime. Quando la balena inizia a ricredersi decide di andare a consolare il suo accompagnatore, ammettendo che in realtà i suoi incidenti stanno rendendo la festa più divertente. SpongeBob infine balla con Perla il "ballo della spugna"; la danza causerà ulteriori problemi agli altri ragazzi, che scacciano in malo modo i due. Nel finale viene rivelato che SpongeBob ha usato per tutto il tempo una controfigura di cartone.

## L'impiegato del mese!
SpongeBob è eccitato per l'assegnazione del titolo di impiegato del mese, che gli viene dato ogni fine mese per il suo impegno. Al contrario Squiddi ritiene che la premiazione sia solo l'ennesima farsa di Mr. Krab per farlo lavorare di più, e per prenderlo ulteriormente in giro, afferma sarcasticamente di volergli soffiare via il premio. Questo però manda ulteriormente in paranoia Spongebob che tenta in tutti i modi di sabotare Squiddi, affinché si presenti tardi al lavoro il giorno dopo e impedendogli di vincere. Irritato dal suo comportamento, e credendo che Spongebob si creda migliore di lui, Squiddi decide di entrare sul serio in competizione per il premio. Nel continuare a sabotarsi a vicenda, i due finiscono per non riposare tutta notte e a presentarsi al Krusty Krab completamente esauriti e sovraeccitati. Alla fine, nel cercare di cucinare più krabby patty dell'avversario, Spongebob e Squiddi fanno esplodere il locale.

## La spugna del terrore
Ad Halloween, SpongeBob viene preso in giro dai suoi amici e chiamato "mega-fifone" perché terrorizzato da tale festa e in particolare dalla leggenda dell'Olandese Volante, un pirata fantasma che ruba le anime della gente. SpongeBob decide quindi di spaventarli a sua volta aiutato da Patrick. Inizialmente si veste da fantasma, ma vedendo che il travestimento non sembra essere abbastanza convincente decide di radersi la testa per dare maggior effetto. I due irrompono al Krusty Krab durante una festa in maschera e terrorizzano gli invitati, ma quando una medusa punge Patrick, facendolo dimenare per il gran dolore, il trucco di SpongeBob viene scoperto e la spugna viene derisa da tutti i presenti. A questo punto irrompe il vero Olandese Volante, che vuole rubare le anime di tutti i presenti perché stufo che la sua figura sia oggetto di scherno, iniziando da SpongeBob. Egli però riesce involontariamente a fare fuggire lo spettro dalla paura, in quanto rasarsi la testa gli ha lasciato scoperto il cervello. In seguito anche tutti gli altri suoi amici, inorriditi dalla vista, fuggono a loro volta. SpongeBob è felice perché è riuscito a spaventare tutti quanti, ma a fine episodio assicura anche che la testa gli ricrescerà. 

## Una tata per Gary
SpongeBob deve partire con Patrick per un raduno di cacciatori di meduse. Affida quindi il suo amato Gary a Squiddi, il quale, entusiasta all'idea di trascorrere tre giorni senza i due amici, si dimentica di curare Gary, che risulta tutto malato rinsecchito a causa della sua negligenza. Al suo ritorno, SpongeBob è costretto a chiamare il veterinario, il quale gli prescrive un "ricostituente" per lumache da somministrargli per iniezione. Squiddi tenta di somminstrarlo lui stesso a Gary, ma punge SpongeBob per sbaglio. 
Quella stessa sera, la spugna subisce una terrificante e angosciante metamorfosi, trasformandosi in una lumaca. Squiddi si spaventa alla vista di cos'è successo a SpongeBob e, correndo all'impazzata per casa sua, inciampa sul ricostituente che a sua volta punge anche lui. Nel finale SpongeBob, Gary e Squiddi (trasformato oramai in lumaca) miagolano insieme al chiaro di luna, mentre Patrick, infastidito dal rumore, lancia uno scarpone a Squiddi facendolo cadere.

## Un salto nel tempo
SpongeBob e Patrick chiedono insistentemente a Squiddi se vuole unirsi a loro per la caccia alle meduse. Per sfuggire ai due, il polpo si rifugia nel freezer del Krusty Krab. 2000 anni dopo, Squiddi si scongela, ritrovandosi in una Bikini Bottom futuristica dove tutto è rivestito d'acciaio e dove vari cloni di SpongeBob spiegano a Squiddi dell'esistenza di una macchina del tempo. Squiddi la usa per tornare nella preistoria per suonare in santa pace il clarinetto, ma ciò scatena l'ira degli SpongeBob e Patrick preistorici; per tenerli buoni, Squiddi insegna loro a cacciare le meduse. Squiddi ritorna nella macchina del tempo, dove rompe la leva, ritrovandosi così nel vuoto. Disperato, il calamaro dice di voler ritornare a casa, e così avviene. Quando SpongeBob e Patrick gli chiedono un'altra volta di unirsi a loro per la caccia di meduse, Squiddi vuole sapere chi ha inventato il gioco, e i due rispondono che l'ha inventato lui.

## Il karate... che passione!
SpongeBob ama molto praticare le arti del karate con Sandy, ma ciò gli rende difficile il lavoro, tanto da combinare molti guai. Mr. Krab lo avverte che sarà licenziato se continuerà a pensare al karate, ma, uscito dal Krusty Krab, SpongeBob si ritrova Sandy che intende fare un combattimento di karate con lui. Mr. Krab vede la scena, ma pensando che il suo impiegato stia davvero facendo karate, fraintendendo tutto, lo licenzia, facendolo scoppiare a piangere. Sandy spiega la faccenda al granchio e così, chiarito l'equivoco, Spongebob riceve un'altra possibilità. Dopo la vicenda SpongeBob e Sandy decidono così di lasciar perdere il karate e di impegnarsi nel fare altre cose, ma, durante un picnic, ai due ritorna la passione del karate ed iniziano a tagliare con le mani il cibo creando Krabby Patty a migliaia. In quel momento arriva Mr. Krab e SpongeBob decide così di svelare al capo la verità, ma fortunatamente quest'ultimo non lo licenzia e, assumendo anche Sandy, gli fa praticare le arti del karate sui Krabby Patty guadagnando come al solito molti soldi.

## Un giro nei sogni
SpongeBob sta facendo un sogno, quando il sé stesso del sogno ne esce fuori per andare a visitare quelli altrui, alcuni migliorandoli senza però stravolgerli (quello di Gary, Patrick e Perla) e altri invece rovinandoli involontariamente (quello di Squiddi, Mr. Krab, Sandy e Plankton). Finito il giro, SpongeBob viene svegliato da Squiddi e si ritrova davanti i suoi amici infuriati con lui per aver stravolto i loro sogni, tutti tranne Patrick, che arriverà in seguito chiedendo se qualcuno ha una monetina da prestargli.

## L'attacco di schiuma
Una notte, SpongeBob sogna una pioggia di Krabby Patty dal cielo, cosa che gli mette un gran languorino. Si prepara così un sandwich con la marmellata, ma si addormenta al primo boccone. In questo modo non chiude il frigorifero e il freddo ghiaccia la casa, facendo ammalare la spugna, che prende "l'attacco di schiuma", un malanno che gli fa starnutire strane bolle rosa, cosa che non gli permette di lavorare al Krusty Krab. SpongeBob, debole per la malattia, ne parla con Sandy la quale passerà a prenderlo per portarlo dal dottore. Patrick arriva dicendogli che l'ufficio del dottore è un posto buio dove si leggono riviste di gossip e prova a curare lui stesso SpongeBob, inserendo in ogni suo poro dei tappi che lo fanno gonfiare a ogni starnuto, aggravando la già misera condizione della spugna. Sandy, nel frattempo, arriva e litiga con Patrick per essersi spacciato per un vero dottore. Intanto SpongeBob, diventato tondo come una palla, rotola verso il Krusty Krab distruggendolo con un grosso starnuto. SpongeBob infine si decide finalmente di andare dal dottore, che lo cura con il "trattamento spugna", cosa che lo fa tornare come nuovo. Invidioso dell’enorme lecca-lecca che riceve SpongeBob subito dopo la cura, Patrick finge di avere la schiuma e stare male, ma il dottore, capito l'imbroglio, riserva alla stella marina un doloroso trattamento come punizione per aver mentito.
- Nota: Nella versione italiana dell’episodio la scena del trattamento spugna è stata censurata.

## San Valentino
A Bikini Bottom è il 14 febbraio, giorno di san Valentino, e SpongeBob si accinge a fare regali a tutti quelli che conosce. Arrivato davanti alla cupola di Sandy, prima soffia una bolla di cioccolato per l'amica scoiattolina e poi ripassa con lei il piano per fare un regalo a Patrick: la spugna porterà l'amico al luna park, mentre Sandy arriverà con il suo regalo nel luogo convenuto, una mongolfiera di cioccolato con la sua immagine. Patrick si dimostra fin da subito impaziente di scoprire il regalo e compie una serie di comiche gaffe cercando di indovinarlo. Attraverso un walkie-talkie, Sandy dice a SpongeBob che sta avendo delle difficoltà a causa di alcune ostriche affamate che vogliono divorare la mongolfiera e che deve passare al "piano B". SpongeBob porta perciò Patrick sulla ruota panoramica, dove gli stringe la mano facendolo passare per il regalo; ciò delude la stella marina. Dopo un po', Patrick ci ripensa e prova a ringraziare SpongeBob per il "regalo", ma quando vede che la spugna ha portato regali materiali a tutti si ingelosisce e, fuori di sé per la rabbia, inizia a seminare il caos distruggendo le attrazioni in un impeto di furia e confinando nel suo raptus tutti i partecipanti (compreso SpongeBob) al molo del luna park, il luogo convenuto. SpongeBob e gli altri provano allora a fargli dei regali, ma sembra che niente possa più fargli passare l'arrabbiatura; fortunatamente, proprio in quel momento, Sandy arriva col regalo. SpongeBob e gli altri provano a far voltare Patrick affinché lo veda, ma l'ottusa stella pensa che sia uno scherzo e non si volta, almeno finché Sandy non lo chiama: Patrick vede il regalo e, non più furioso, divora la mongolfiera euforico, ricoprendo tutto il luna park di cioccolato.

## Il foglio di carta
Squiddi prende il sole, masticando intanto una gomma, e butta la cartaccia nel cortile di SpongeBob, il quale convince lo scorbutico vicino a sapere che con un po' d'immaginazione quel foglio di carta può essere di tutto. Dopo varie insistenze, SpongeBob può tenere il foglio. Squiddi prova a dedicarsi alle sue attività, ma sembra che SpongeBob si diverta più di lui con quel foglio di carta. Squiddi propone perciò a SpongeBob uno scambio, e dà alla spugna tutto quello che ha (inclusi i suoi vestiti e la sua casa) per il foglio di carta. Purtroppo non ha lo stesso successo di SpongeBob nel creare i giochi fantasiosi, e capisce di aver fatto una cosa sciocca. A un certo punto arriva Patrick che mastica un chewing gum, e con il foglio di Squiddi butta la cicca. Adesso Squiddi non ha nemmeno quello e si ritrova senza più nulla.

## Il tesoro dei pirati
Al Krusty Krab, Mr. Krab incontra SpongeBob e Patrick che giocano al gioco da tavolo "caccia al tesoro dell'Olandese Volante", e chiede a loro se può giocare; i due accettano, ma il granchio ci prende così tanto la mano che chiude il ristorante e gioca anche di notte, infastidendo SpongeBob. Il giorno dopo, Krab invita SpongeBob e Patrick a partire per un'avventura piratesca dal vivo, cominciando a comportarsi come un capitano e SpongeBob e Patrick come i suoi mozzi. Dopo uno stremante viaggio, la ciurma si accampa per la notte; in questo frangente i due, contravvenendo agli ordini del granchio, sbirciano la mappa e scoprono che è un falso, essendo un gioco da tavolo. Mr. Krab li scopre e vorrebbe "punirli per ammutinamento", ma in quel momento trovano la X che indica la meta. Lì infatti trovano il tesoro dell'Olandese Volante, ma iniziano a litigare sul come spartirsi il bottino, disturbando l'Olandese che, per risolvere la disputa, dà due dobloni d'oro a SpongeBob e Patrick e a Krab uno scrigno in plastica.

## Rock Bottom
Dopo aver passato una giornata al parco divertimenti a tema guanto Glove World!, SpongeBob e Patrick salgono sul pullman per tornare a casa. Purtroppo salgono sul bus sbagliato e si ritrovano a Rock Bottom, una città situata al fondo di una scogliera di 90 gradi oscura e tenebrosa, dove sembra essere sempre notte e i cui abitanti sono pesci strambi e bislacchi che parlano tramite delle pernacchie. Patrick prende un pullman per tornare a casa, tuttavia lascia accidentalmente indietro SpongeBob, che cerca in vari modi di fuggire da quello strano posto per tornare a Bikini Bottom. Dopo averne subite di ogni, la spugna decide di recarsi a una stazione degli autobus, ma dopo una lunga attesa scopre che l'ultimo autobus è già partito. SpongeBob vaga spaventato per tutta la città finché incontra un abitante locale che si rivela amichevole e lo aiuta a tornare a casa legandogli il palloncino al polso e facendolo volare via. Raggiunta Bikini Bottom, SpongeBob vede Patrick tornare a Rock Bottom in pullman credendo che l'amico sia ancora lì.

## Nostalgia del Texas
Sandy inizia a sentire la nostalgia di quando viveva nel Texas. SpongeBob e Patrick decidono di organizzarle una festa a sorpresa in stile country al Krusty Krab, ma lei è già determinata a partire. I due decidono quindi di provocarla prendendo in giro il Texas in modo che lei li insegua e loro possano condurla al Krusty Krab. Il piano, però, degenera: la scoiattolina, dopo aver acchiappato Patrick al lazo, tenta di acchiappare anche SpongeBob, il quale sta tentando di aprire la porta del ristorante con estrema difficoltà. Sandy, vedendo la sorpresa e l'affetto degli amici, realizza che la propria casa è fatta da persone che ti vogliono bene e non da abitudini e tradizioni. E decide così di annullare la partenza.

## Le lezioni di Plankton
Plankton vuole demolire la spiaggia di Goo Lagoon per costruirci un mega Chum Bucket. Per farlo, decide di insegnare a SpongeBob a diventare più "autoritario" in modo che, diventando perfido come lui, faccia scappare via tutti i bagnanti e Plankton possa costruirci il suo regno indisturbato. SpongeBob, appena scopre la cosa, ci resta malissimo e inizia a rimediare a tutti i guai causati con delle gentilezze che faranno letteralmente rabbrividire a morte Plankton.

## Pesce d'aprile
Durante il 1º aprile, il giorno del pesce d'aprile, SpongeBob fa una serie di scherzi innocui a tutti quelli che conosce (persino a sé stesso), irritando a morte Squiddi, che decide di preparargli uno scherzo di cattivo gusto che lo fa scappare via piangendo. Rimproverato dai pesci lì presenti, Squiddi capisce quanto brutta sia stata la sua azione e tenta numerose volte di chiedere scusa a SpongeBob e, quando finalmente gli chiede scusa come si deve, la spugna apre la porta di casa sua rivelando che era tutto uno scherzo. Squiddi si rimangia tutto e, impazzito di gioia, torna a casa sua.

## La spatola nel grasso
SpongeBob, al museo dei cuochi, riesce a estrarre la leggendaria Spatola nel Grasso. Arriva perciò Nettuno, che non riesce a credere che SpongeBob, stia per diventare il suo cuoco; decide dunque di sfidarlo a una sfida di cucina sull'Olimpo. Nettuno prepara 1000 Krabby Patty e SpongeBob uno soltanto, e quindi il dio sembra essere il vincitore, ma quando fa assaggiare i suoi panini a nessuno piacciono. Nettuno, ammettendo che SpongeBob è il vero vincitore, vuole farlo venire con lui, ma SpongeBob rifiuta. A fine puntata, Nettuno diventa il nuovo cuoco del Krusty Krab, e SpongeBob gli ricorda un'altra volta che gli hamburger migliori sono fatti con l'amore e non con la magia.

## Gli ami da pesca
SpongeBob viene avvertito da Mr. Krab della presenza di un pericolo sottomarino: degli ami da pesca che catturano i pesci i quali vengono o mangiati dai pescatori oppure trasformati in souvenir. SpongeBob si spaventa e decide di ubbidire a Krab promettendo di non toccare gli ami, ma Patrick gli fa invece credere che le lenze formino un parco dei divertimenti e lo spinge alla fine a giocare con gli "aggeggi" facendogli prendere una pausa lavorativa. Mr. Krab si accorge del rischio a cui corrono i due amici e ordina loro di non giocarci mai più. Patrick però non mantiene la promessa e il giorno seguente inizia a giocare con gli ami. Dopo una breve discussione, SpongeBob decide di lasciarlo per andare al lavoro, ma si ritrova improvvisamente un amo che lo intrappola non appena inizia a giocare. SpongeBob corre da Mr. Krab per avere aiuti e questi gli consiglia un rimedio molto vergognoso: togliersi i pantaloni intrappolati dall'amo proprio di fronte a Perla e le sue amiche presenti nel Krusty Krab. Poco dopo SpongeBob scopre che l'amo intrappola anche le sue mutande e, quando tutto sembra finito, l'amo gli strappa gli indumenti senza prenderlo, ma lanciandolo nudo verso il Krusty Krab dove viene deriso da Perla e dalle sue amiche. SpongeBob scappa via piangendo, senza accorgersi che era tutta una messinscena di Squiddi e Mr. Krab che utilizzavano l'amo su di lui per fargli capire l’importanza di rispettare le proprie promesse. Alla fine torna Patrick, trasformato in una scatoletta di tonno che chiede un apriscatole per poter uscire.

## Le avventure di Waterman & Supervista
SpongeBob vince ad un concorso televisivo un allarme in grado di chiamare i suoi eroi preferiti, Waterman & Supervista. SpongeBob finisce però per abusarne, e i due anziani supereroi sono poi costretti a portarlo con lui nella loro barca invisibile per Bikini Bottom. Quando i tre si fermano in un bar, Waterman & Supervista cercano di scappare da SpongeBob, ma vengono intrappolati da Dirty Bubble, loro nemico giurato. L'unico che può salvarli è SpongeBob, che fa scoppiare la Sporca Bolla con la punta di una matita e viene acclamato dai due supereroi, che ritornano con lui a viaggiare per la città con la barca invisibile.